# پشتسرا
پشتسرا، روستایی از توابع بخش مرکزی شهرستان شفت در استان گیلان ایران است.
از آن جای که روستای پشت سرا خاک مرغوبی دارد در آن برنجی کاشت میشود بنام برنج صدری یا دم سیاه که محبوبیت زیادی برخوردار است ، و اکثرا این روستا را با این برنج می‌شناسند و ساله حجم زیادی از این برنج به پایتخت و کشور های خارجی صادر میشود ، در گذشت نزدیک در این روستای بصورت سنتی برنج دودی صدری یا دم سیاه عرضه به بازار میشود .

## جمعیت
این روستا در دهستان جیرده قرار دارد و براساس سرشماری مرکز آمار ایران در سال ۱۳۸۵، جمعیت آن ۴۱۱ نفر (۱۰۳خانوار) بوده‌است.